# Пачовський Борис
Бори́с Васи́льович Пачо́вський (нар. 28 березня 1931, Перемишль — пом. 11 серпня 2010, Нью-Йорк) — український художник-графік. Син письменника Василя Пачовського, молодший брат художника-живописця Романа Пачовського.

## Біографія
Народився 28 березня 1931 року в місті Перемишль (тепер місто у Польщі, у Підкарпатському воєводстві. Після втрати батьком роботи викладача  місцевої гімназії  мешкав разом зі сім’ю у Львові, згодом у приміському селі поблизу міста Ротенбург-на-Таубері (земля Баварія, Німеччина), а 1950 року прибув до США (Нью-Йорк).
Як згадував пізніше Борис Пачовський, він зростав в умовах культу мистецтва, «навчився  доволі рано розглядати книжку як цінність» і мав чимало прикладів для наслідування. Старша сестра Дзвінка готувалася стати піаністкою, а  старший брат Роман вже робив успішні кроки як художник. У 1956 році Борис Пачовський  з відзнакою закінчив Коледж Сіті у Нью-Йорку, одержавши диплом «бакалавра мистецтв». Потім ще рік навчався у вищій мистецькій школі «Арт студенс ліг».
У студентські роки Борис Пачовський активно поринув у мистецьке життя. Був співзасновником і членом правління Товариства молодих образотворчих мистців-українців, а згодом проявляв активну діяльність в Об'єднанні митців-українців в Америці .
Наприкінці 1950-х років став мистецьким керівником журналу «Musical  America», музичної компанії «Lids», а від 1963 року зайняв таку ж чільну посаду  в редакції найавторитетнішого у США  в галузі грамофонної музики  журналу «Stereo Review», з яким співпрацював протягом 22 років». 
За оригінальність мистецьких рішень у  титульних сторінках обох журналів був нагороджений Товариством американських ілюстраторів престижною нагородою „Арт директорс ріворд“.
Протягом 1981–1994 років,  ставши одним з найбільш кваліфікованих фахівців в галузі теорії і практики деревориту, Борис Пачовський читав лекції на цю тематику  в «Institut for Arian Studiens». 
Борис Пачовський, як і його мати Неоніла (з роду Горницьких), брат Роман і сестра Дзвінка (Марія), похований на Оливній Горі (район Квінз, Нью-Йорк) .

## Твори
У ранніх творах Борис Пачовський заявив про себе  в широкому діапазоні зацікавлень – олійним та акварельним малярством,  різьбою на дереві, об’ємними композиціями в матеріалах гіпсу, дерева і металу. Та вже в той час помітно вирізнялася станкова графіка, виконана у техніках ліногравюри  і деревориту, що  згодом сформувала  творчий образ митця як «одного з найцікавіших і самобутніх репрезентантів  українського образотворчого мистецтва другої полови ХХ – початку ХХІ століття» .
Графіка митця при  нахилі до абстракціонізму не втрачає сюжетности; його праці експресивні й ефектні  у чорній, так і в кольоровій техніці. 
| - «Абстракт» (1954); - «Над озером» (1954); - «Юнак» (1954); - «Червона кімната» (1955); - «Мати» (1955); - «Рибалка» (1956); - «Іспанський каприз» (1956); - «Плач» (1957); - «Молитва» (1957); - «Бандурист» (1957); - «Натюрморт» (1957); - «Харон» (1960); - «Човен» (1960); - «Спокій» (1962); - «Водяні лілії» (1963); - «Черниця» (1963); - «Ангел» (1963); - «Мавка» (1963-64); - «Прометей» (1964); - «Сонце» (1965); |

| - «Журавлі» (1969); - «Кирило і вишиваний змій» (1970); - «Аполлон і Дафна » (1972); - «Буря на Чорному морі» (1972); - «Вівальді» (1972); - «Сама» (1972-73); - «Світанок» (1988); - «Квіт» (1988); - «Червоні жупани» (1997); - «Чорний кіт» (1999); - «Козак Мамай» (1999); - «Червоні маки» (2001); - «Чорний кіт, білий кіт» (2001); - «Павук» (2002); - «Соняшник» (2002); - «Вікно» (2003); - «Хмародер» (2003); - «Струмінь» (2003); - «Рослина» (2003); |

Борис Пачовський активно контактував  з мистецькими і громадськими інституціями  української діаспори   в США, оформляв  окремі книги, запрошення, плакати, конверти грамофонних платівок. До відомих робіт митця належать  його обкладинки та ілюстрації до книг поезій  Богдана Бойчука  «Час болю», «Вірші для Мехіко», журналу «Бандура», а також  обкладинка наукового збірника «Василь Пачовський у контексті історії та культури України», що побачив світ 2001 року в Ужгороді.

## Виставки
З 1955 року  Борис Пачовський брав активну участь у виставках, організованих Товариством молодих  образотворчих митців-українців, а з 1960 року  - Об'єднанням митців-українців в Америці. Перша персональна виставка відбулася 1963 року  в Українському інституті Америки, на якій експонувалося 27 творів (чорно-білих і кольорових дереворитів). Згодом твори Бориса Пачовського виставлялися на вернісажах різних американських мистецьких товариств.